# 瓜亚基尔大都会主教座堂
瓜亚基尔大都会主教座堂又称圣伯多祿主教座堂，是厄瓜多尔瓜亚基尔市中心的一座主教座堂。
现在的主教座堂是瓜亚基尔市成立时的主教座堂继承者。最初的教堂是木制教堂，位于圣安娜山上的拉斯佩尼亚斯，这座教堂在1892年的火灾中被毁。
现在的教堂以哥特复兴式风格，在1924年~1937年间建造。它位于阿戈斯托大道10号（Avenida 10 de Agosto）和克莱门特巴伦大道（Avenida Clemente Ballén）之间的钦博拉索街（Calle Chimborazo）。